# Frank Padrón
Francisco Eduardo Padrón Nodarse, conocido como Frank Padrón, es uno de los más versátiles personajes de la cultura cubana, ya que ha incursionado indistintamente en la crítica literaria, cinematográfica y de las artes escénicas en general, la narrativa, el ensayo, la poesía y el periodismo. También ha trabajado como promotor cultural y en defensa de los derechos de la comunidad LGBTI en Cuba.

## Biografía
Graduado de Filología por la Universidad de La Habana, Frank Padrón ha desarrollado una larga carrera como conductor de espacios televisivos en los que se habla de cine. Es el guionista y conductor de De Nuestra América, espacio televisivo que transmite los miércoles el canal generalista Cubavisión y en el que se exhiben largometrajes de cineastas latinamericanos o que aborden la realidad del continenete, los cuales se combinan con otros materiales como entrevistas, fragmentos de bandas sonoras, cortos y, por supuesto, los comentarios del presentador. También es un amplio promotor de la cultura brasileña en Cuba, como demuestran elocuentemente sus espacios "Brasil", cine club semanal en el multicine Infanta que comparte con su colega Tony Mazón, y el programa televisivo de igual nombre que trasmite la programación veraniega de la TV cubana por el Canal Educativo sobre la rica música del gigante sureño.
En el año 2008, la Editorial brasileira Nova Fronteira, de Biscoito Fino, lo invitó, por sugerencia de la famosa cantante María Bethania, a escribir en el libro Cuba Omara/Bahía Bethania acerca de las relaciones de ambos países, siendo el único autor que representa a su país en ese texto. 
Amén de esta labor, Padrón condujo durante 10 años un espacio de cinedebate llamado Diferente y que ha sido acogido en varios de los cines del Proyecto 23 del ICAIC, principalmente en el cine 23 y 12. En este espacio se exhiben obras de cualquier país relacionadas con la diversidad sexual. Los comentarios de Padrón respecto a varios de estos filmes conforman la segunda parte de su libro Diferente. Cine y diversidad sexual. Por tal labor el Cenesex lo condecoró hace dos años con su premio anual, entregado a personas e instituciones que colaboran con su causa.
Como periodista, Padrón ha colaborado con diversas publicaciones de Cuba y el extranjero como Granma, Trabajadores, Juventud Rebelde, La Jiribilla, El Caimán Barbudo, etc. Estos trabajos en su mayoría abordan temas culturales, ya sea como crítica referida a las artes escénicas, la literatura, los medios audiovisuales o como promoción y crítica de eventos concretos.
Ha sido jurado en diferentes concursos como  En 2016 mereció el Premio Enrique José Varona que convoca la UNEAC por un ensayo sobre Mirta Aguirre.
Ha sido jurado y conferencista en festivales y encuentros de Cuba y de varios países de América y Europa, ha representado a Cuba en tales funciones en eventos de cine como el Globo Verde Dominicano, Mar del Plata, Guadalajara, Bogotá, Cartagena de Indias, Natal (Brasil), Estados Unidos y por supuesto, La Habana. Ha sido presentador y/o prologuista de poemarios y textos relacionados con la crítica a los medios audiovisuales. Ha publicado poemarios, volúmenes de cuento y crítica cinematográfica.   
En octubre de 2015 le fue impuesta la Distinción por la Cultura Nacional que otorga el Ministerio de Cultura.

### Obras Publicadas
De oreja muy fina y Crítica de la Crítica del gusto, premios 13 de marzo de 1986 y 87 publicados por la Universidad de la Habana. Cantares, premio farraluque de literatura erótica 1997. Pura semejanza  (poesía, Ed. Loynaz, 2003), La profesión maldita (ensayo, Ed. Oriente,  2005), Las celadas de Narciso (cuentos, Ed. Extramuros, 2006), Sinfonía inconclusa para cine cubano (ensayo, Ed. Oriente,  2008) Los latidos del espejo (poesía, Ed. UNION, 2008), El cóndor pasa, Hacia una teoría del cine “nuestramericano” (ensayo, Ed. UNION, 2011), premio Razón de Ser y Beca “Bolívar-Martí” (Venezuela/Cuba); Co-cine. El discurso culinario en la pantalla grande (ensayo, Ed. Icaic, 2011), premio Winner en la categoría Food literature del Gourmand World Cookbooks Award 2012 (España/Francia); Con la buena voluntad del tiempo (antología de ensayos, Ed. UNION, 2012) y El secreto demonio de los ángeles (cuentos, Ed. Letras Cubanas,  2013). Diferente. El cine y la diversidad sexual (ensayo, Ed Icaic, 2014) y Ella y yo: Diccionario personal de la trova (ensayo, Ed. José Martí, 2015). El cocinero, el sommelier, el ladrón y su(s) amante(s), (Editorial Oriente, 2017), premio Winner en el Concurso internacional Gourmand World Cookbooks Award. 
```
Sus más recientes libros son: El cineasta que llevó dentro (Ed. ICAIC, 2017) antología  de textos suyos publicados en la revista Cine Cubano durante más de 30 años por el cual recibió el Premio nacional de la Crítica Cinematográfica que entrega el Taller de esa institución en Camagüey; y De la letra a la esencia: Mirta Aguirre y el barroco literario. (Ediciones Unión, 2018); premio Uneac de ensayo “Enrique José Varona” 2016.
```

## Ficción
- Eros-iones. Cuento
- Las celadas de Narciso. Cuento
- El secreto demonio de los ángeles. Cuento

## Poesía
- Los latidos del espejo. Ediciones Unión

## Crítica
- De oreja muy fría. 1986
- Crítica de la crítica del gusto. 1987
- Más allá de la linterna. 2000
- Con la buena voluntad del tiempo.
- La profesión maldita, Santiago de Cuba. Editorial Oriente, 2004
- Diferente. Cine y diversidad sexual.